# День хозяйственной службы органов внутренних дел Российской Федерации
«День хозяйственной службы ОВД РФ» — профессиональный праздник работников хозяйственной службы органов внутренних дел, который отмечается в Российской Федерации ежегодно, 18 июля.
«День хозяйственной службы ОВД РФ» появился в официальном календаре праздников Министерства внутренних дел Российской Федерации сравнительно недавно, в начале третьего тысячелетия в 2001 году, после того, как 8 июня 2001 года Министр внутренних дел России Борис Вячеславович Грызлов подписал Приказ № 1488, который предписывал установить «День хозяйственной службы органов внутренних дел РФ» и отмечать его восемнадцатого июля.
Глава российского МВД выбрал 18 июля для празднования «Дня хозяйственной службы органов внутренних дел Российской Федерации» случайно. Именно в этот день, в 1918 году, решением исполкома Петросовета, центральный, районные и подрайонные Комитеты революционной охраны были преобразованы в Комендатуры революционной охраны. В состав этих комендатур входил и хозяйственный отдел. При этом хозотдел подразделялся на пять подотделов: вооружения, продовольственного, обмундирования, автомобильного и снабжения. Хозслужбе было предписано ведать всеми хозвопросами Комендатур революционной охраны: транспортом, канцелярией, отоплением, освещением инвентарём, хранением оружия и т. п.
«День хозяйственной службы органов внутренних дел Российской Федерации» не является нерабочим днём, если в зависимости от года не выпадает на выходной.